# Mesogona eremicola
Mesogona eremicola là một loài bướm đêm trong họ Noctuidae.